# Antalyaspor
Maillots
Actualités
Antalyaspor Kulübü est un club omnisports turc connu principalement pour son équipe de football, basé à Antalya (Province d'Antalya). Le club évolue en SüperLig (D1) pour la saison 2024-2025.

## Histoire
Le club fut fondé officiellement le 2 juillet 1966 avec la présidence d'Atilla Konuk. Trois clubs sportifs se sont réunis pour former Antalyaspor : Yenikapi Su Spor, Ilk Işık Spor et Ferrokrom Spor.
Le 9 décembre 1992 Çimturspor s'est abolie et a rejoint Antalyaspor.
Le club a pris un élan de modernisation en commençant par construire l'immeuble du club en 1996 et les locaux de Hasan Subaşı en 1997.
Le logo représente la lettre « A » pour « Antalya » et la lettre « S » pour « sport », il y a entre ces deux lettres le minaret de Yivli.
Au début de la saison 2010-2011, Antalyaspor AŞ prend le nom de Medical Park Antalyaspor. Selon le contrat l'accord a été pour deux ans. À la fin de ces deux ans Medical Park et Antalyaspor devrait renégocier le contrat encore pour deux ans supplémentaires,.

## Palmarès et statistiques

### Palmarès
| Compétitions nationales | Compétitions internationales |
| - Championnat de Turquie de deuxième division : - Champion : 1982, 1986 - Vice-champion : 2006, 2008 - Coupe de Turquie : - Finaliste : 2000 et 2021 - Supercoupe de Turquie : - Finaliste : 2021 | - Néant                      |

### Records individuels
|   | Nom               | Matchs | Dates     |
| - | ----------------- | ------ | --------- |
| 1 | Nuri Kamburoğlu   | 223    | 1995-2002 |
| 2 | Burhan Saatcioğlu | 220    | 1995-2002 |
| 3 | Mustafa Gürsel    | 197    | 1996-2007 |
| 4 | Gosho Ginchev     | 182    | 1996-2002 |
| 5 | Adnan Karahan     | 171    | 1994-2002 |

|   | Nom            | Buts | Dates                |
| - | -------------- | ---- | -------------------- |
| 1 | Samuel Eto'o   | 44   | 2015-                |
| 2 | Tita           | 37   | 2008-2014            |
| 3 | Necati Ateş    | 30   | 2009-2012            |
| 4 | Fazlı Ulusal   | 29   | 1997-2000, 2003-2004 |
| 5 | Atilla Birlik  | 25   | 2000-2002            |
| 6 | Mustafa Gürsel | 23   | 1996-2007            |
| - | Lamine Diarra  | 23   | 2012-                |

## Joueurs et personnalités du club

### Entraîneurs
Le tableau suivant présente la liste des entraîneurs du club depuis 1966.
| Rang | Nom                      | Période   |
| ---- | ------------------------ | --------- |
| 1    | Seracettin Kırklar       | 1966-1968 |
| 2    | ?                        | 1968-1970 |
| 3    | Naci Erdem               | 1970-197? |
| 4    | ?                        | 1968-1975 |
| 5    | Birol Pekel              | 1975      |
| 6    | ?                        | 1975-1982 |
| 7    | Kadir Giderler           | 1981-1982 |
| 8    | Valeriu Neagu            | 1982-1983 |
| 9    | Orhan Gülmez             | 1983      |
| 10   | Peter Stubbe             | 1983      |
| 11   | Ali Rıza Şenol (intérim) | 1983      |
| 12   | Yılmaz Gökdel            | 1983-1984 |
| 13   | Ali Rıza Şenol           | 1984      |
| 14   | Orhan Gülmez (intérim)   | 1984      |
| 15   | Zeynel Soyuer            | 1984      |
| 16   | Adnan Dinçer             | 1985-1986 |
| 17   | Yılmaz Gökdel            | 1986-1987 |
| 18   | ?                        | 1987-1988 |
| 19   | Yılmaz Vural             | 1988-1989 |
| 20   | ?                        | 1989-1992 |
| 21   | Metin Türel              | 1992      |
| 22   | Adnan Dinçer             | 1992-1993 |
| 23   | ?                        | 1993-1994 |
| 24   | Erdem Tuğal              | 1994      |
| 25   | Adnan Dinçer             | 1994      |
| 26   | Ahmet Akcan              | 1994-1995 |
| 27   | ?                        | 1995-1996 |
| 28   | Ümit Kayıhan             | 1996-1997 |

| Rang | Nom                         | Période              |
| ---- | --------------------------- | -------------------- |
| 29   | Metin Ünal                  | 1997                 |
| 30   | Şenol Güneş                 | 1997-1998            |
| 31   | Jozef Jarabinský            | 1998-1999            |
| 32   | Rüdiger Abramczik           | 1999-2000            |
| 33   | Metin Ünal                  | 2000-2001            |
| 34   | Cezmi Turhan                | 2001                 |
| 35   | Hüseyin Kalpar              | 2001                 |
| 36   | Mehmet Ali Öztürk (intérim) | 2001                 |
| 37   | Giray Bulak                 | 2002                 |
| 38   | Adnan Dinçer                | 2002                 |
| 39   | Tarık Söyleyici             | 2002-2003            |
| 40   | Coşkun Demirbakan           | 2003-2004            |
| 41   | Metin Türel                 | 2004-2005            |
| 42   | Adnan Gülek (intérim)       | 2005                 |
| 43   | Yılmaz Vural                | 2005-2007            |
| 44   | Ümit Turmuş                 | 2007                 |
| 45   | Raşit Çetiner               | 2007-2008            |
| 46   | Hikmet Karaman              | 2008                 |
| 47   | Jozef Jarabinský            | 2008                 |
| 48   | Mehmet Özdilek              | 2008-2013            |
| 49   | Samet Aybaba                | 2013-2014            |
| 50   | Fuat Çapa                   | 2014                 |
| 51   | Engin Korukır               | 2014                 |
| 52   | Hami Mandıralı              | 2014-2015            |
| 53   | Yusuf Şimşek                | 2015                 |
| 54   | José Morais                 | 2016                 |
| 55   | Rıza Çalımbay               | oct. 2016-sep. 2017  |
| 56   | Leonardo                    | sep. 2017- déc. 2017 |

### Joueurs emblématiques
- Burak Yılmaz
- Feyyaz Uçar
- Necati Ateş
- Rüştü Reçber
- Volkan Yaman
- Yalçın Ayhan
- Gosho Ginchev
- Piotr Dziewicki
- Maurizio Gaudino
- Grégory Proment
- Serge Djiehoua
- Richard Kingson
- Fani Madida
- Óscar Córdoba
- Milan Baros
- Samuel Eto'o
- Jérémy Ménez
- Samir Nasri